# Opas paranensis
Opas paranensis là một loài nhện trong họ Tetragnathidae.
Loài này thuộc chi Opas. Opas paranensis được Cândido Firmino de Mello-Leitão miêu tả năm 1937.